# Два броневика
«Два броневика» — советский немой чёрно-белый художественный фильм 1928 года. Фильм не сохранился.

## Сюжет
1917 год, Петроград. О переходе солдат Русской императорской армии на сторону большевиков в дни Октябрьской революции.

О судьбе шофера броневика Васильева, который в дни Октября, желая быть нейтральным, невольно оказался в лагере своих классовых врагов — контрреволюционной буржуазии, но затем исправил свою ошибку.— 

## Роли
- Василий Чудаков — Карпов, шофёр броневика
- Татьяна Гурецкая — Маша, прислуга
- Пётр Кузнецов — Тюкин
- Эмиль Галь — юнкер, племянник Тюкина
- Пётр Кириллов — Васильев, шофёр
- Пётр Подвальный — офицер
- Валерий Соловцов — матрос
- Яков Гудкин — гимназист

## Критика
Режиссёр С. Тимошенко поставил удачный фильм «Два броневика» (1928), где революционные события в Петрограде были взяты локально и раскрывались через судьбу одного героя.— История советского кино, Том 1, 1969 год
По мнению киноведа Н. М Зоркой при написании сценария Виктор Шкловский «собственный опыт (служба в моторизированной части) обрабатывал по узору пресловутого „семейного“ сюжета» (Шкловский служил в школе броневых офицеров-инструкторов, принимал активное участие в Февральской революции, был членом комитета петроградского Запасного броневого дивизиона).

## Съемки
Фильм снят по сценарию Виктора Шкловского. Сценарий, датированный 15 августа 1928 года, был до премьеры фильма (6 ноября 1928 года) напечатан в журнале «Сибирские огни».
Ночную сцену фильма снимал оператор Андрей Москвин — его как специалиста по съемкам с искусственным светом специально для съемок отозвали из отпуска.